# Allan Taylor (snookerzysta)
Allan Taylor (ur. 28 listopada 1984 w Liverpoolu) – angielski zawodowy snookerzysta pochodzący z Basildon w hrabstwie Essex, ale mieszkający w Southend. Pracował na posterunku policji w Birkenhead, gdzie zajmował się analizą nagrań z monitoringu.
Taylor przeszedł na zawodowstwo w 2013, po zajęciu szóstego miejsca wśród amatorów w rankingu PTC Order of Merit i zdobyciu karty na sezony 2013/2014 i 2014/2015. Następnie pozostał w tourze do 2019 roku, jednak po zajęciu miejsca poza pierwszą 64-tką stracił miejsce i nie udało mu się ponownie zakwalifikować się do trasy poprzez Q School 2019. Ćwiczy i przygotowuje się w St Mary’s Mens Club.

## Kariera

### Debiutancki sezon
Taylor wygrał zaledwie dwa mecze w sezonie 2013/14, kończąc tym samym swój pierwszy sezon w tourze na 123. miejscu w światowym rankingu.

### Sezon 2014/2015
Taylor przegrał 2-6 z Anthonym McGillem w pierwszej rundzie turnieju UK Championship. Kilka tygodni później pokonał Michaela Holta 4–3 i zakwalifikował się do Indian Open, gdzie w pierwszej rundzie uległ Li Hangowi 3-4. Pod koniec sezonu Taylor zajmował 107. miejsce w światowym rankingu, co oznaczałoby utratę miejsca w tourze. Jednak zajął 62. miejsce w Europejskim Order of Merit, co zapewniło mu jedną z ośmiu dwuletnich kart oferowanych dla graczy niezakwalifikowanych.

### Sezon 2015/2016
Zwycięstwo 5–2 nad Simonem Dentem i kolejne decydujące mecze w ostatniej tercji ze Stuartem Carringtonem i Li Hangiem pozwoliły Taylorowi dotrzeć do ostatniej rundy kwalifikacyjnej do Australian Goldfields Open 2015, w której uzyskał breaka 132 w meczu z Markiem Kingiem, ale przegrał 4-5. Nie udało mu się wygrać kolejnego meczu aż do lutego, kiedy to podczas Welsh Open po raz pierwszy w karierze odniósł zwycięstwo na szczeblu turniejowym w turnieju rankingowym, pokonując Olivera Linesa 4–1. Taylor przegrał w drugiej rundzie z Anthonym Hamiltonem 2-4.

### Sezon 2016/2017
Taylor zakwalifikował się do turniejów Riga Masters, World Open i Indian Open 2016, ale w każdym z nich odpadł już w pierwszej rundzie. Przegrał w drugiej rundzie turnieju Northern Ireland Open i Welsh Open odpowiednio 2-4 z Li Hangiem i 1-4 z Robinem Hullem. Podczas turnieju Gibraltar Open Taylor po raz pierwszy awansował do 1/32 finału turnieju rankingowego, pokonując Saqiba Nasira i Elliota Slessora. Prowadził z Shaunem Murphym 3–2, ale przegrał 3-4. Taylor musiał przejść przez Q School 2017, aby pozostać w trasie, ponieważ stracił miejsce pod koniec sezonu z powodu 86. miejsca w światowym rankingu. W 1/8 finału pierwszego turnieju potrzebował snookera, gdy przegrywał z Danielem Wardem 2-3. Zdobył 96 punktów w decydującej partii, po czym pokonał Seana O’Sullivana 4-0 i zdobył nową dwuletnią kartę.

## Występy w turniejach w karierze
Dane na podstawie Snooker.org.

### Turnieje rankingowe
| Turniej                    | 2010 /11      | 2011 /12      | 2012 /13      | 2013 /14      | 2014 /15      | 2015 /16      | 2016 /17      | 2017 /18      | 2018 /19      | 2019 /20      | 2020 /21      | 2021 /22      | 2022 /23      | 2023 /24      | 2024 /25 | 2025 /26 |
| -------------------------- | ------------- | ------------- | ------------- | ------------- | ------------- | ------------- | ------------- | ------------- | ------------- | ------------- | ------------- | ------------- | ------------- | ------------- | -------- | -------- |
| Ranking                    |               | [ i ]         | [ i ]         |               | 123           |               | 111           |               | 78            | [ i ]         | [ ii ]        | 77            |               | 81            | [ iii ]  | 74       |
| Championship League        | nierankingowy | nierankingowy | nierankingowy | nierankingowy | nierankingowy | nierankingowy | nierankingowy | nierankingowy | nierankingowy | nierankingowy | RR            | RR            | RR            | RR            | RR       | RR       |
| Xi'an Grand Prix           | nie rozegrano | nie rozegrano | nie rozegrano | nie rozegrano | nie rozegrano | nie rozegrano | nie rozegrano | nie rozegrano | nie rozegrano | nie rozegrano | nie rozegrano | nie rozegrano | nie rozegrano | nie rozegrano | LQ       |          |
| Saudi Arabia Masters       | nie rozegrano | nie rozegrano | nie rozegrano | nie rozegrano | nie rozegrano | nie rozegrano | nie rozegrano | nie rozegrano | nie rozegrano | nie rozegrano | nie rozegrano | nie rozegrano | nie rozegrano | nie rozegrano | 3R       |          |
| English Open               | nie rozegrano | nie rozegrano | nie rozegrano | nie rozegrano | nie rozegrano | nie rozegrano | 1R            | 1R            | 2R            | A             | 3R            | WD            | LQ            | 1R            | LQ       |          |
| British Open               | nie rozegrano | nie rozegrano | nie rozegrano | nie rozegrano | nie rozegrano | nie rozegrano | nie rozegrano | nie rozegrano | nie rozegrano | nie rozegrano | nie rozegrano | 3R            | LQ            | LQ            | 1R       |          |
| Wuhan Open                 | nie rozegrano | nie rozegrano | nie rozegrano | nie rozegrano | nie rozegrano | nie rozegrano | nie rozegrano | nie rozegrano | nie rozegrano | nie rozegrano | nie rozegrano | nie rozegrano | nie rozegrano | LQ            | 1R       |          |
| Northern Ireland Open      | nie rozegrano | nie rozegrano | nie rozegrano | nie rozegrano | nie rozegrano | nie rozegrano | 2R            | 1R            | 1R            | A             | 3R            | 1R            | LQ            | LQ            | LQ       |          |
| International Championship | nie rozegrano | nie rozegrano | A             | LQ            | LQ            | LQ            | LQ            | LQ            | LQ            | A             | nie rozegrano | nie rozegrano | nie rozegrano | LQ            | LQ       |          |
| UK Championship            | A             | A             | A             | 1R            | 1R            | 1R            | 1R            | 1R            | 1R            | A             | 1R            | 1R            | LQ            | LQ            | LQ       |          |
| Shoot Out                  | nierankingowy | nierankingowy | nierankingowy | nierankingowy | nierankingowy | nierankingowy | 2R            | 3R            | 3R            | A             | 3R            | 3R            | 1R            | 1R            | 4R       |          |
| Scottish Open              | nie rozegrano | nie rozegrano | MR            | nie rozegrano | nie rozegrano | nie rozegrano | 1R            | 2R            | 1R            | A             | 1R            | 1R            | 1R            | LQ            | LQ       |          |
| German Masters             | A             | A             | A             | LQ            | LQ            | LQ            | LQ            | LQ            | LQ            | A             | LQ            | LQ            | LQ            | LQ            | 1R       |          |
| Welsh Open                 | A             | A             | A             | 1R            | 1R            | 2R            | 2R            | 1R            | 1R            | A             | 1R            | 1R            | LQ            | 1R            | LQ       |          |
| World Open                 | A             | A             | A             | LQ            | nie rozegrano | nie rozegrano | 1R            | 2R            | LQ            | A             | nie rozegrano | nie rozegrano | nie rozegrano | LQ            | LQ       |          |
| World Grand Prix           | nie rozegrano | nie rozegrano | nie rozegrano | nie rozegrano | NR            | DNQ           | DNQ           | DNQ           | DNQ           | DNQ           | DNQ           | DNQ           | DNQ           | DNQ           | DNQ      |          |
| Players Championship       | DNQ           | DNQ           | DNQ           | DNQ           | DNQ           | DNQ           | DNQ           | DNQ           | DNQ           | DNQ           | DNQ           | DNQ           | DNQ           | DNQ           | DNQ      |          |
| Tour Championship          | nie rozegrano | nie rozegrano | nie rozegrano | nie rozegrano | nie rozegrano | nie rozegrano | nie rozegrano | nie rozegrano | DNQ           | DNQ           | DNQ           | DNQ           | DNQ           | DNQ           | DNQ      |          |
| World Championship         | A             | A             | A             | LQ            | LQ            | LQ            | LQ            | LQ            | LQ            | LQ            | LQ            | LQ            | LQ            | LQ            | LQ       |          |

### Dawne turnieje rankingowe
| Wuxi Classic               | Non-Ranking         | Non-Ranking         | A                   | LQ                  | LQ                  | nie rozegrano       | nie rozegrano | nie rozegrano | nie rozegrano | nie rozegrano | nie rozegrano | nie rozegrano | nie rozegrano | nie rozegrano | nie rozegrano | nie rozegrano | nie rozegrano | nie rozegrano | nie rozegrano | nie rozegrano | nie rozegrano | nie rozegrano | nie rozegrano | nie rozegrano | nie rozegrano |               |               |               |               |               |               |
| Australian Goldfields Open | NH                  | A                   | LQ                  | LQ                  | LQ                  | LQ                  | nie rozegrano | nie rozegrano | nie rozegrano | nie rozegrano | nie rozegrano | nie rozegrano | nie rozegrano | nie rozegrano | nie rozegrano | nie rozegrano | nie rozegrano | nie rozegrano | nie rozegrano | nie rozegrano | nie rozegrano | nie rozegrano | nie rozegrano | nie rozegrano | nie rozegrano | nie rozegrano |               |               |               |               |               |
| Shanghai Masters           | A                   | A                   | A                   | LQ                  | LQ                  | LQ                  | LQ            | LQ            | Non-Ranking   | Non-Ranking   | nie rozegrano | nie rozegrano | nie rozegrano | Non-Ranking   | Non-Ranking   |               |               |               |               |               |               |               |               |               |               |               |               |               |               |               |               |
| Paul Hunter Classic        | Minor-Ranking Event | Minor-Ranking Event | Minor-Ranking Event | Minor-Ranking Event | Minor-Ranking Event | Minor-Ranking Event | 1R            | 1R            | 2R            | NR            | nie rozegrano | nie rozegrano | nie rozegrano | nie rozegrano | nie rozegrano | nie rozegrano | nie rozegrano | nie rozegrano | nie rozegrano | nie rozegrano | nie rozegrano | nie rozegrano | nie rozegrano | nie rozegrano | nie rozegrano | nie rozegrano | nie rozegrano | nie rozegrano | nie rozegrano | nie rozegrano |               |
| Indian Open                | nie rozegrano       | nie rozegrano       | nie rozegrano       | LQ                  | 1R                  | NH                  | 1R            | LQ            | LQ            | nie rozegrano | nie rozegrano | nie rozegrano | nie rozegrano | nie rozegrano | nie rozegrano | nie rozegrano | nie rozegrano | nie rozegrano | nie rozegrano | nie rozegrano | nie rozegrano | nie rozegrano | nie rozegrano | nie rozegrano | nie rozegrano | nie rozegrano | nie rozegrano | nie rozegrano | nie rozegrano |               |               |
| China Open                 | A                   | A                   | A                   | LQ                  | LQ                  | LQ                  | 1R            | LQ            | LQ            | nie rozegrano | nie rozegrano | nie rozegrano | nie rozegrano | nie rozegrano | nie rozegrano | nie rozegrano | nie rozegrano | nie rozegrano | nie rozegrano | nie rozegrano | nie rozegrano | nie rozegrano | nie rozegrano | nie rozegrano | nie rozegrano | nie rozegrano | nie rozegrano | nie rozegrano | nie rozegrano |               |               |
| Riga Masters               | nie rozegrano       | nie rozegrano       | nie rozegrano       | nie rozegrano       | Minor-Rank          | Minor-Rank          | 1R            | LQ            | LQ            | 1R            | nie rozegrano | nie rozegrano | nie rozegrano | nie rozegrano | nie rozegrano | nie rozegrano | nie rozegrano | nie rozegrano | nie rozegrano | nie rozegrano | nie rozegrano | nie rozegrano | nie rozegrano | nie rozegrano | nie rozegrano | nie rozegrano | nie rozegrano | nie rozegrano | nie rozegrano | nie rozegrano |               |
| China Championship         | nie rozegrano       | nie rozegrano       | nie rozegrano       | nie rozegrano       | nie rozegrano       | nie rozegrano       | NR            | 2R            | 1R            | A             | nie rozegrano | nie rozegrano | nie rozegrano | nie rozegrano | nie rozegrano | nie rozegrano | nie rozegrano | nie rozegrano | nie rozegrano | nie rozegrano | nie rozegrano | nie rozegrano | nie rozegrano | nie rozegrano | nie rozegrano | nie rozegrano | nie rozegrano | nie rozegrano | nie rozegrano | nie rozegrano |               |
| WST Pro Series             | nie rozegrano       | nie rozegrano       | nie rozegrano       | nie rozegrano       | nie rozegrano       | nie rozegrano       | nie rozegrano | nie rozegrano | nie rozegrano | nie rozegrano | RR            | nie rozegrano | nie rozegrano | nie rozegrano | nie rozegrano | nie rozegrano | nie rozegrano | nie rozegrano | nie rozegrano | nie rozegrano | nie rozegrano | nie rozegrano | nie rozegrano | nie rozegrano | nie rozegrano | nie rozegrano | nie rozegrano | nie rozegrano | nie rozegrano | nie rozegrano | nie rozegrano |
| Turkish Masters            | nie rozegrano       | nie rozegrano       | nie rozegrano       | nie rozegrano       | nie rozegrano       | nie rozegrano       | nie rozegrano | nie rozegrano | nie rozegrano | nie rozegrano | nie rozegrano | LQ            | nie rozegrano | nie rozegrano | nie rozegrano |               |               |               |               |               |               |               |               |               |               |               |               |               |               |               |               |
| Gibraltar Open             | nie rozegrano       | nie rozegrano       | nie rozegrano       | nie rozegrano       | nie rozegrano       | MR                  | 3R            | 3R            | 1R            | 2R            | 2R            | 1R            | nie rozegrano | nie rozegrano | nie rozegrano |               |               |               |               |               |               |               |               |               |               |               |               |               |               |               |               |
| WST Classic                | nie rozegrano       | nie rozegrano       | nie rozegrano       | nie rozegrano       | nie rozegrano       | nie rozegrano       | nie rozegrano | nie rozegrano | nie rozegrano | nie rozegrano | nie rozegrano | nie rozegrano | 2R            | nie rozegrano | nie rozegrano |               |               |               |               |               |               |               |               |               |               |               |               |               |               |               |               |
| European Masters           | nie rozegrano       | nie rozegrano       | nie rozegrano       | nie rozegrano       | nie rozegrano       | nie rozegrano       | LQ            | LQ            | 2R            | A             | 3R            | LQ            | A             | 2R            | NH            |               |               |               |               |               |               |               |               |               |               |               |               |               |               |               |               |

### Dawne turnieje nierankingowe
| Turniej                    | 2010 /11 | 2011 /12 | 2012 /13 | 2013 /14 | 2014 /15 | 2015 /16 | 2016 /17 | 2017 /18 | 2018 /19 | 2019 /20 | 2020 /21      | 2021 /22      | 2022 /23 | 2023 /24      | 2024 /25      |
| -------------------------- | -------- | -------- | -------- | -------- | -------- | -------- | -------- | -------- | -------- | -------- | ------------- | ------------- | -------- | ------------- | ------------- |
| Six-red World Championship | A        | NH       | A        | A        | A        | A        | A        | A        | A        | A        | nie rozegrano | nie rozegrano | LQ       | nie rozegrano | nie rozegrano |

1. 1 2 3  Był amatorem.
2. ↑  Nowi gracze w Tourze zaczynają sezon bez punktów rankingowych.
3. ↑  Gracze zakwalifikowani do Touru przez Q School zaczynają sezon bez punktów rankingowych.

| Legenda tabeli wyników              | Legenda tabeli wyników       | Legenda tabeli wyników                     | Legenda tabeli wyników                                                              | Legenda tabeli wyników                     | Legenda tabeli wyników                     |
| ----------------------------------- | ---------------------------- | ------------------------------------------ | ----------------------------------------------------------------------------------- | ------------------------------------------ | ------------------------------------------ |
| LQ                                  | odpadnięcie w kwalifikacjach | #R                                         | odpadnięcie we wczesnej fazie turnieju (WR = runda dzikich kart, RR = faza grupowa) | QF                                         | przegrana w ćwierćfinale                   |
| SF                                  | przegrana w półfinale        | F                                          | przegrana w finale                                                                  | W                                          | zwycięstwo                                 |
| DNQ                                 | nie zakwalifikował/a się     | A                                          | nie brał/a udziału                                                                  | WD                                         | zrezygnował/a w trakcie turnieju           |
| Legenda oznaczeń w tabelach wyników |                              |                                            |                                                                                     |                                            |                                            |
| NH / Nie roz.                       | NH / Nie roz.                | Turniej nie odbył się.                     | Turniej nie odbył się.                                                              | Turniej nie odbył się.                     | Turniej nie odbył się.                     |
| NR / Nie-rank.                      | NR / Nie-rank.               | Turniej nie był zaliczany jako rankingowy. | Turniej nie był zaliczany jako rankingowy.                                          | Turniej nie był zaliczany jako rankingowy. | Turniej nie był zaliczany jako rankingowy. |
| R / Rank.                           | R / Rank.                    | Turniej był zaliczany jako rankingowy.     | Turniej był zaliczany jako rankingowy.                                              | Turniej był zaliczany jako rankingowy.     | Turniej był zaliczany jako rankingowy.     |
| MR / Minor-Rank.                    | MR / Minor-Rank.             | Turniej był zaliczany jako minor ranking.  | Turniej był zaliczany jako minor ranking.                                           | Turniej był zaliczany jako minor ranking.  | Turniej był zaliczany jako minor ranking.  |

## Finały w karierze

### Finały amatorskie: 2 (2-0)
| Rezultat  |    | Rok  | Turniej                       | Przeciwnik      | Wynik |
| --------- | -- | ---- | ----------------------------- | --------------- | ----- |
| Zwycięzca | 1. | 2020 | Challenge Tour – Wydarzenie 5 | Michael Collumb | 3–1   |
| Zwycięzca | 2. | 2020 | Challenge Tour – Playoffy     | Adam Duffy      | 4–0   |